# Jokin Mitxelena
Jokin Mitxelena Erize es un escritor e ilustrador guipuzcoano nacido en San Sebastián el 15 de febrero de 1962.

## Biografía
Sus primeros recuerdos están vinculados a la capital guipuzcoana, y a la villa de Oyarzun, a donde se traslada a vivir con siete años. Su itinerario formativo está vinculado a los centros educativos Haurtzaro ikastola de Oiartzun e ikastola Orereta de Renteria, donde realizó el bachillerato. Su formación universitaria se desarrolló en la Universidad del País Vasco, facultad de Bellas Artes de Leioa.  Para financiar sus estudios en la universidad empezó a dibujar.

## Trayectoria profesional
Inició sus primeros pasos en el mundo de la ilustración elaborando material escolar para el profesorado de un centro educativo en Galdacano , Galdaoko Ikastola. 
En 1985 comienza su andadura como profesor de dibujo y plástica en el centro educativo de Renteria Ikastola Orereta. Al mismo tiempo inicia su colaboración profesional con el escritor y cuentista de Oiartzun Pello Añorga. Dicha colaboración se extiende en el tiempo superando los treinta títulos publicados: Adio, adio!, Ahulerio, Ama erraldoia, Haur zeru-lurtarra, Pottoko y Zupankapaloak, entre otros.
En 1995 se traslada de forma permanente a Alemania, abandona la enseñanza y se dedica a la labor de la ilustración por completo. Colabora con diversas editoriales españolas y extranjeras (Adinkra, Aizkorri, Alfaguara, Baula, Bromera, Destino, Edebé, Elkarlanean, Everest, Kösel, Kumon, La Galera, Pamiela, SM, Susaeta, etc.), no solo como ilustrador , también como escritor de literatura infantil.
Miembro de la Agencia Pencil de Ilustradores, de la Asociación de Ilustradores Vascos y de la Asociación Galtzagorri, de la cual destaca su apoyo y la labor realizada en cuanto a organización de cursos, publicaciones, etc.

### Técnica ilustradora
En palabras de Pello Añorga  “Los dibujos de Jokin conforman una línea expresiva y narrativa, ovilladas con líneas gruesas y delgadas, con gestos vivos y dinámicos, que buscan un punto de humor. Llevan siempre el sello personal del autor".
El autor describe su propio estilo: “Preparo muy poco con antelación. Dibujo sobre una idea general. Normalmente no hay boceto ni preparación previa. Para bien o para mal los dibujos están hechos directamente. Para los que prefieren un estilo limpio puede resultar algo caótico, para los partidarios de la expresividad por el contrario,  resultan frescos y directos”.
Sobre la preferencia sobre el dibujo a mano o digital, trabaja a la antigua, prefiere trabajar a mano. Algunas partes son digitales, pero intentando que no se note en el resultado final.
La manera de colaborar con el autor varía, algunos saben lo que quieren desde el principio, otros dejan libertad al ilustrador. Para Mitxelena lo más complicado es encontrar el registro adecuado a partir del texto que ha recibido, la manera de abordar el trabajo. Cada registro necesita un tono particular desde el punto de vista del dibujo, y ese es el trabajo más arduo para el autor en algunos casos.
Sobre el tándem formado con el autor Pello Añorga desde hace 25 años, cuya trayectoria sigue siendo fructífera, abordan el trabajo de una forma similar. Pello Añorga comienza con la elaboración del texto, pero el proceso de darle forma lo hacen en común de manera que ambos sugieren cambios en sus respectivas labores.
Refiere como dificultad el proceso de entenderse con el autor o el editor, porque si tienen una idea muy fija algunas veces surgen malentendidos.

### Punto de vista sobre la ilustración
Tradicionalmente la industria editorial ha identificado la ilustración con la literatura infantil.
El autor realiza una distinción los adultos y los niños a la hora de valorar como perciben la ilustración unos y otros. Para los adultos la ilustración es un ejercicio intelectual mientras que los niños, de forma diferente, perciben la ilustración como algo más sensorial, que entra por los sentidos directamente a las tripas y les sale por los ojos. 
Los libros ilustrados para adultos suelen ser ediciones especiales de lujo, para un público reducido, en pequeñas ediciones que suelen resultar caras, poco pagadas a los ilustradores. En el mundo de la ilustración para adultos confluyen en opinión del autor todas las desventajas del oficio.

## Obra

### Obra ilustrada

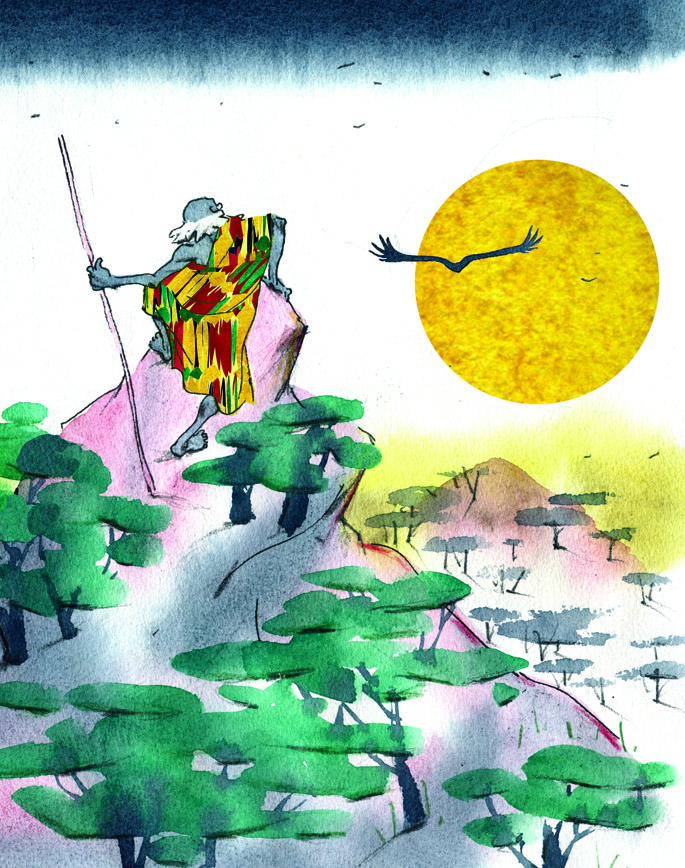
Ilustración de Jokin Mitxelena: «Un águila siempre es un águila».

- Tio Xentimo. Pello Añorga, Jokin Mitxelena (1984, Erein).
- Asto bonbero. Pello Añorga, Jokin Mitxelena (1985, Erein).
- Asto bonberoren lehenengo abenturak. Pello Añorga, Jokin Mitxelena (1985, Erein).
- Pottokoren usainak. Pello Añorga, Jokin Mitxelena (1986, Erein).
- Lau tuntun eta berrogei jubilatu. Pello Añorga, Jokin Mitxelena (1986, Elkar).
- Anttoni Bill oesteko bandidoa. Pello Añorga, Jokin Mitxelena (1987, Elkar).
- Top kapitainaren nabiganteak. Pello Añorga, Jokin Mitxelena (1988, Elkar).
- O Babarruntxo elektriko. Pello Añorga, Jokin Mitxelena (1988, Elkar).
- Ezin da ipuinik asmatu ala?. Xabier Mendiguren, Jokin Mitxelena (1989, Elkar).
- Joakina Brandoren inspirazioa. Pello Añorga, Jokin Mitxelena (1989, Elkar).
- Katuen matxinada. Xabier Mendiguren, Jokin Mitxelena (1990, Elkar).
- Errege Federiko handiaren arrautzak. Pello Añorga, Jokin Mitxelena (1990, Elkar).
- Pottoko. Pello Añorga, Jokin Mitxelena (1991, Elkar).
- Pottokoren izeba Juanita. Pello Añorga, Jokin Mitxelena (1991, Elkar).
- Lientzo txuria. Lientzo txuria (1991, Elkar).
- Gutun harrigarri bat. Patxi Zubizarreta, Jokin Mitxelena (1992, Elkar).
- Nola bizi zazpi bizi. Yolanda Arrieta, Jokin Mitxelena (1996, Desclée de Brouwer).
- Arrain gorria. Pello Añorga, Jokin Mitxelena (1996, Pamiela).
- Ilargia ditarean. Patxi Zubizarreta, Jokin Mitxelena (1996, Elkar).
- Ni eta nire kontuak. Amado Gómez Ugarte, Jokin Mitxelena (1997, Elkar).
- Pirata jokoa. Seve Calleja, Jokin Mitxelena (1997, Elkar).
- Apaiz zaharraren gitarra. Joan Mari Irigoien, Jokin Mitxelena (1997, Elkar).
- Gure poesia. Antologia. Jokin Mitxelena (1997, Anaya Haritza).
- Ni eta nire metroa. Amado Gómez Ugarte, Jokin Mitxelena (1998, Elkarlanean).
- Ostiraletako opila. Patxi Zubizarreta, Jokin Mitxelena (1998, Elkar).
- Jiran-biran. Pello Añorga, Jokin Mitxelena (1998, Aizkorri).
- Zupankapaloak. Pello Añorga, Jokin Mitxelena (1999, Elkar).
- Pottoko tripontzia. Pello Añorga, Jokin Mitxelena (1999, Elkarlanean).
- Santa Maria, katedral zaharra, berri: gau bat aingeru artean. Patxi Zubizarreta, Jokin Mitxelena (1999, Pamiela).
- Aitonaren loroa. Jesus Mari Olaizola "Txiliku", Jokin Mitxelena (1999,  Eusko Jaurlaritzaren argitalpen Zerbitzu Nagusia).
- Kikik Koko nahi du. Jesus Mari Olaizola "Txiliku", Jokin Mitxelena (2000, Elkarlanean).
- Lanbro. Antton Kazabon, Jokin Mitxelena (2000, Gero).
- A mi me patina la egge, ¿y qué?. Anjel Lertxundi, Jokin Mitxelena (2000, La Galera).
- Amona bizikletan. Joxantonio Ormazabal, Jokin Mitxelena (2000, Elkarlanean).
- Gure ipuinak. Xabier Etxaniz, Jokin Mitxelena 2000, Pamiela.
- Bakarrik eta Buztangabe. Patxi Zubizarreta, Jokin Mitxelena (2012, Pamiela).
- Bide magikoa. Pello Añorga, Jokin Mitxelena (2000, Aizkorri).
- Potoloa naiz, eta zer?. Seve Calleja, Jokin Mitxelena (2000, La Galera).
- Marmokiñe. Joxemari Iturralde, Jokin Mitxelena (2000, Elkarlanean).
- Mattin Parrat: kanta zaharrekin jolasean. Juan Kruz Igerabide, Jokin Mitxelena (2000, Elkarlanean).
- Pottokoren otsoa. Pello Añorga, Jokin Mitxelena (2000, Elkarlanean).
- Nik erremerre hitz egiten dut, eta zer?. Anjel Lertxundi, Jokin Mitxelena (2000, Elkarlanean).
- Sorgina eta maisua. Mariasun Landa, Jokin Mitxelena (2000, Elkarlanean).
- Irakurketa agenda. (2001, Galtzagorri Elkartea).
- Kosk egiten dut. Xabier Mendiguren, Jokin Mitxelena (2001, Elkarlanean).
- Betaurrekoak ditut, eta zer?. Ana Urkiza, Jokin Mitxelena (2001, Elkarlanean).
- Iluntzero elkarrekin. Josu Penades, Jokin Mitxelena (2001, Ibaizabal).
- Deabrua gorputzean. Seve Calleja, Jokin Mitxelena (2001, Elkarlanean).
- Tximeleta gardena. Tximeleta gardena (2001, Desclée de Brouwer).
- Nik eserita egiten dut, eta zer?. Arantxa Iturbe, Jokin Mitxelena (2001, Editores asociados).
- Musu lapurra. Xabier Etxaniz, Jokin Mitxelena (2001, Aizkorri).
- Musuka. Patxi Zubizarreta, Jokin Mitxelena (2001, SM).
- Pikondoaren ondoan. Joxemari Iturralde, Jokin Mitxelena (2001, Baigorri).
- Amapola oporretan. Jabier Muguruza, Jokin Mitxelena (2002, Baigorri).
- Emozioen kuliska. Antton Kazabon, Jokin Mitxelena (2002, Elkarlanean).
- Arreba txiki bat dut, eta zer?. Jesus Mari Olaizola "Txiliku", Jokin Mitxelena 2002, Elkarlanean.
- Franti. Karlos Linazasoro, Jokin Mitxelena (2002, Edebé).
- Joan, joan, 2002, Baigorri. Jokin Mitxelena.[3]
- Txinpartaren izakiak. Pello Añorga, Jokin Mitxelena (2002, Elkarlanean).
- Xaguxarrarena. Jokin Mitxelena (2002, Aizkorri). Jokin Mitxelena.[3]
- Adio, adio!. Pello Añorga, Jokin Mitxelena (2003, Elkarlanean).
- Anton kaiku. Koldo Izagirre, Jokin Mitxelena (2003, Elkarlanean).
- Basapiztia bat zopan. Karlos Santisteban, Jokin Mitxelena (2003, Aizkorri).
- Etxe bitan bizi naiz, eta zer?. Miren Agur Meabe, Jokin Mitxelena (2003, Elkarlanean).
- Lekuko deserosoak . Patxi Zubizarreta, Jokin Mitxelena (2003, Gasteizko Udala).
- Zazpigarrena eta azkena. Patxi Zubizarreta, Jokin Mitxelena (2003, Berria).
- Ni ez naiz txerria. Pello Añorga, Jokin Mitxelena (2003, Elkarlanean).
- Okili-kili. Juan Kruz Igerabide, Jokin Mitxelena (2003, Aizkorri).
- Ondarruko piratak. Ana Urkiza, Jokin Mitxelena (2003, Ibaizabal).
- Erotik. Antton Kazabon, Jokin Mitxelena  (2003, Aizkorri).
- Izeba klariona. Juan Kruz Igerabide, Jokin Mitxelena (2003, Baigorri).
- Armiarma txikia. (2003, Baigorri). Jokin Mitxelena.[3]
- Hiru txerrikumeak . Joxantonio Ormazabal, Jokin Mitxelena (2003, Elkarlanean).
- Olentzeroren zuhaitza. Joxantonio Ormazabal, Jokin Mitxelena (2003, Elkarlanean).
- Nola ibili munduan, ohetik jaiki gabe . Joxantonio Ormazabal, Jokin Mitxelena (2004, Elkarlanean).
- Aitona parapentean. Joxantonio Ormazabal, Jokin Mitxelena (2004, Elkar).
- Haur zeru lurtarra . Pello Añorga, Jokin Mitxelena (2004, Elkar).
- Astigar basoa . Endika Zabaleta, Jokin Mitxelena (2004, Txalaparta).
- Sugegorria . Juan Kruz Igerabide, Jokin Mitxelena (2004, Elkar).
- Semaforo ipuina. Manu López Gaseni, Jokin Mitxelena (2004, Aizkorri).
- Jonasek arazo potolo bat du . Juan Kruz Igerabide, Jokin Mitxelena (2004, Aizkorri).
- Amak plastakoa eman dit . Ana Urkiza, Jokin Mitxelena (2004, Aizkorri).
- Karakolaren barruan . Xabier Mendiguren, Jokin Mitxelena (2005, Elkar).
- Urrezko giltza . Patxi Zubizarreta, Jokin Mitxelena (2005, Erein).
- Gure amona Lutxi. Antton Kazabon, Jokin Mitxelena (2005, Gero-mensajero).
- Lau ipuin matteomigliar . Karlos Linazasoro, Jokin Mitxelena (2005, Elkar).
- Pantaleon badoa . Patxi Zubizarreta, Jokin Mitxelena (2005, Pamiela).
- Harrapatutako txorien hegalak . Joseba Sarrionandia, Jokin Mitxelena (2005, Baigorri).
- Izar berdea . Mariasun Landa, Jokin Mitxelena (2005, Baigorri).
- Sorgin hortz gabea . Joles Sennell, Jokin Mitxelena (2005, Erein).
- Ez dut irakurri nahi! . Pello Añorga, Jokin Mitxelena (2005, Aizkorri).
- Nora joan da argia? . Ruben Ruiz, Jokin Mitxelena (2006, Aizkorri).
- Zuni . Pello Añorga, Jokin Mitxelena (2006, Aizkorri).
- Nire herriak ostadarren koloreak ditu . Ana Urkiza, Jokin Mitxelena (2006, Elkar).
- H gabe. Sustrai Colina, Jokin Mitxelena (2006, Alfaguara).
- Loa, loa . Jon Suárez, Jokin Mitxelena (2006, Gero-mensajero).
- Amonak nobioa du eta zer? . Leire Bilbao, Jokin Mitxelena (2006, Elkar).
- Komunean galtzen naiz . Leire Bilbao, Jokin Mitxelena (2007, Elkar).
- Ondarroako piraten abentura berriak . Ana Urkiza, Jokin Mitxelena (2007, Ibaizabal).
- Gerlari handia . Pello Añorga, Jokin Mitxelena (2007, Faktoría K de libros).[7]
- Astakiloak eta manager biboteduna . Bernardo Atxaga, Jokin Mitxelena (2007, Elkar).
- Astakiloak New Yorken . Bernardo Atxaga, Jokin Mitxelena (2007, Elkar).
- Astakiloak Afrikan . Bernardo Atxaga, Jokin Mitxelena (2007, Elkar).
- Astakiloak eta Afrikako zuhaiz txikia . Bernardo Atxaga, Jokin Mitxelena (2007, Elkar).
- Astakiloak trasatlantiko batean . Bernardo Atxaga, Jokin Mitxelena (2007, Elkar).
- Astakiloak Arabian . Bernardo Atxaga, Jokin Mitxelena (2007, Elkar).
- Astakiloak Finisterre aldean . Bernardo Atxaga, Jokin Mitxelena (2007, Elkar).
- Astakiloak Italiako zirku batean . Bernardo Atxaga, Jokin Mitxelena (2007, Elkar).
- Jenio gaiztoa . Pello Añorga, Jokin Mitxelena (2007, Aizkorri).
- Aitona eta amona udalekutan . Joxantonio Ormazabal, Jokin Mitxelena (2008, Elkar).
- Ipuin kontalaria . Pello Añorga, Jokin Mitxelena (2008, Aizkorri).
- Ez zait irakurtzea gustatzen, eta zer? . Pako Aristi, Jokin Mitxelena (2008, Elkar).
- Pikolo . Patxi Zubizarreta, Jokin Mitxelena (2008, Alberdania).
- Lapurrak zooan . Patxi Zubizarreta, Jokin Mitxelena (2008, Ibaizabal).
- Nik dauzkat aitonaren hortzak . Mariasun Landa, Jokin Mitxelena (2008, Elkar).
- Ama erraldoia . Pello Añorga, Jokin Mitxelena (2008, Eusko Jaurlaritza).
- Jon eta Noj: galaxia eta mundua . Goretti Vadillo, Jokin Mitxelena (2008, Elkar).
- Burua . Pello Añorga, Jokin Mitxelena (2009, Elkar).
- Zaintxo . Pello Añorga, Jokin Mitxelena (2009, Erein).
- Ipuin kontalariaren lapikoa . Pello Añorga, Jokin Mitxelena (2009, Aizkorri). Euskadi Saria 2010.
- Pottoko hipermerkatuan . Pello Añorga, Jokin Mitxelena (2010, Elkar).
- Ipuin-kontalariaren arbela . Pello Añorga, Jokin Mitxelena (2010, Elkar).
- Lotsatia naiz eta zer? . Antxiñe Mendizabal, Jokin Mitxelena (2010, Elkar).
- Ezin dut eta zer? . Uxue Alberdi, Jokin Mitxelena (2011, Elkar).
- Hiru egun balearen sabelean . Patxi Zubizarreta, Jokin Mitxelena (2011, Pamiela).
- 64 kanta eta olerki umeentzat. Juan Kruz Igerabide, Jokin Mitxelena (2011, Susaeta).
- Pinotxoren abenturak . Carlo Collodi, Jokin Mitxelena (2011, Erein-Alberdania-Igela).
- Irribarrea zabaltzeko ipuinak . Juan Kruz Igerabide, Jokin Mitxelena (2011, Elkar).
- Paulen abentura miresgarria . Xabier Olaso, Jokin Mitxelena (2011, Elkar).
- Saguzarrak egunez . Jokin Mitxelena (2011, Aizkorri).
- Gure hiztegi magikoa . Pello Añorga, Jokin Mitxelena (2012, Aizkorri).
- Memoriaren zuhaitza . Pello Añorga, Jokin Mitxelena (2012, Aizkorri) (2012, Elkar).
- Marikanta eta inurriak . Mariasun Landa, Jokin Mitxelena (2012, Erein).
- Serio demonio . Juan Kruz Igerabide, Jokin Mitxelena (2012, Elkar).
- Amapola oporretan . Jabier Muguruza, Jokin Mitxelena (2013, Ikaselkar).
- Augustoren botila . Pello Añorga, Jokin Mitxelena (2013, Giltza).
- Orkresta lurtarra . Harkaitz Cano, Jokin Mitxelena (2013, Elkar).
- Artzaina izan nahi dut eta zer? . Txani Rodríguez, Jokin Mitxelena (2013, Elkar).
- Mux munstroa. Pello Añorga, Jokin Mitxelena (2013, Elkar).
- Zapatagorri . Pello Añorga, Jokin Mitxelena (2013, Denonartean).
- Handia naiz . Pello Añorga, Jokin Mitxelena (2014, Elkar).
- Yummaren urrezko bola . Pello Añorga, Jokin Mitxelena (2014, Denonartean).
- Ipuin-kontalari magoa . Pello Añorga, Jokin Mitxelena (2014, Aizkorri).
- Bihotza lo daukat eta zer? . Alaine Agirre, Jokin Mitxelena (2015, Elkar).
- Puka, erleak eta traktorea . Jokin Mitxelena (2015, Elkar).
- Makal sendoak . Antton Kazabon, Jokin Mitxelena (2015, Denonartean).
- Munstroek ere pixa egiten dute ohean . Pello Añorga, Jokin Mitxelena (2015, Pamiela). Etxepare Saria.[8]
- Olentzero eta Maridomingi . Pello Añorga, Jokin Mitxelena (2015, Elkar).[6]
- Barruko leihoa . Pello Añorga, Jokin Mitxelena (2016, Pamiela).
- Urrezko giltza, Patxi Zubizarreta, música Joserra Senperena, Erein, 2017.[9]

### Autoría propia
- Joan, joan, 2002, Baigorri. El mismo es el autor[3]
- Xaguxarrarena. Jokin Mitxelena (2002, Aizkorri). El mismo es el autor[3]
- Armiarma txikia. (2003, Baigorri). El mismo es el autor[3]
- Puka, erleak eta traktorea . Jokin Mitxelena (2015, Elkar).

### Otras colaboraciones
- Creador con Pello Añorga de las sesiones infantiles Marripuinak/Cuentolíneas.[2]
- Asiduo colaborador de Financial Times Deutschland.[4]
- Ilustrador de proyectos en diferentes instituciones públicas.[4]

## Exposiciones
- 2010 — “Exposición Feria Europea del Libro Infantil de Saarbrücken., Saarbrücken, 2010 (Alemania.[10]

- 2011 — “Exposición colectiva: Ilustradores guipuzcoanos en la literatura infantil y juvenil., Casa de Cultura Okendo , del 10 de febrero al 26 de marzo de 2011, San Sebastián.[11] Artistas participantes: Aitziber Alonso, Antton Dueso, Antton Olariaga, Concetta Probanza, Elena Odriozola, Iban Barrenetxea, Iñaki Martiarena, Lorena Martínez, Maite Gurrutxaga, Patxi Peláez.

- 2014 — Ilustratzailearen txokoa = Rincón del Ilustrador: Jokin Mitxelena., Casa de Cultura de Ayete , del 18 de junio de mayo al 14 de septiembre de 2014, San Sebastián.[12][13]

## Premios y reconocimientos
- 2006:  Premio Etxepare por el título Gerlari Handia=El Gran Guerrero.[7]
- 2008, 2009, 2010, 2011, 2012, 2013, 2014: Premios Juul de la Asociación de Ikastolas.
- 2010: Premio Euskadi  por el título Ipuin-Kontalarien lapikoa.[14]
- 2015: Premio Etxepare por el título Munstroek pixa egiten dute ohean = ‘’Los Monstruos se mean en la cama’’.[8]